# Małgorzata Dunecka
Małgorzata Dunecka z domu Gajewska (ur. 21 grudnia 1956 w Żółkiewce) – polska lekkoatletka, uczestniczka igrzysk olimpijskich.

## Życiorys
Absolwentka Technikum Elektronicznego w Lublinie. Była zawodniczką Startu Lublin. Specjalizowała się w biegu na 400 metrów, startowała także w sprincie i na 400 metrów przez płotki. Wzięła udział w Letnich Igrzyskach Olimpijskich w 1980 w Moskwie, gdzie odpadła w półfinale biegu na 400 metrów, a w sztafecie 4 × 400 metrów zajęła wraz z drużyną 6. miejsce. Na mistrzostwach Europy w 1978 w Pradze zdobyła brązowy medal w sztafecie 4 × 400 metrów (razem z nią biegły Krystyna Kacperczyk, Genowefa Błaszak i Irena Szewińska). Startowała także na halowych mistrzostwach Europy w 1984 w Göteborgu, gdzie odpadła w półfinale biegu na 400 metrów.
Osiem razy była mistrzynią Polski]:
- bieg na 200 metrów – 1978,
- bieg na 400 metrów – 1980 i 1985,
- bieg na 400 metrów przez płotki – 1987,
- sztafeta 4 × 100 metrów – 1985, 1987 i 1988,
- sztafeta 4 × 400 metrów – 1984.

Była także halową mistrzynią Polski na 400 m w 1980.
Rekordy życiowe:
- 200 m – 23,43 s,
- 400 m – 51,81 s,
- 400 m ppł – 56,94 s.

Jest żoną Leszka Duneckiego. Odznaczona Złotym Krzyżem Zasługi (2004).